# Världsmästerskapen i hastighetsåkning på skridskor 1889
De första världsmästerskapen i hastighetsåkning på skridskor för herrar anordnades på Museumplein i Amsterdam 8 – 10 januari 1889. 22 deltagare kom från fyra länder.

## Resultat
- - ½ mil
- 1 Aleksandr Pansjin  Ryssland – 1.25,6
- 2 Klaas Pander  Nederländerna – 1.30,8
- 3 William Loveday  Storbritannien – 1.34,0
  - 1 mil
- 1 Aleksandr Pansjin  Ryssland – 2.58,6
- 2 Joe Donoghue  Förenta staterna – 3.00,2
- 3 George Jurrjens  Nederländerna – 3.07,2
  - 2 mil
- 1 Joe Donoghue  Förenta staterna – 6.24,0
- 2 Aleksandr Pansjin  Ryssland – 6.31,0
- 3 George Jurrjens  Nederländerna – 6.43,2
  - Sammanlagt
- 1 Aleksandr Pansjin,  Ryssland
- 2 Joe Donoghue  Förenta staterna
- 3 Klaas Pander  Nederländerna

### Fotnoter
1. ↑  ”World Championship Allround” (på engelska). Speedskatingstats. http://www.speedskatingstats.com/index.php?file=championships&g=m&type=wchall&year=1889. Läst 28 juli 2017.